# SDAT Tennis Stadium
Sports Development Authority of Tamil Nadu Tennis Stadium lub SDAT Tennis Stadium – kompleks tenisowy w hinduskim Ćennaju, w stanie Tamilnadu.
Obiekt wybudowany został w 1995 roku, a w jego skład wchodzi pięć kortów o nawierzchni twardej PlayPave. Największą areną jest kort centralny, który pomieści 5800 widzów.
W latach 1997–2017 w SDAT Tennis Stadium odbywał się turniej tenisowy mężczyzn Chennai Open kategorii ATP Tour 250. Oprócz rozgrywania turnieju organizowane są również mecze Pucharu Davisa z udziałem reprezentacji Indii.